# Нова Мушта
Нова Мушта́ (рос. Новая Мушта, башк. Яңы Мошто) — присілок у складі Краснокамського району Башкортостану, Росія. Входить до складу Шушнурської сільської ради.
Населення — 272 особи (2010; 287 у 2002).
Національний склад:
- башкири — 72 %